# Droga wojewódzka nr 507
Droga wojewódzka nr 507 (DW507) – droga wojewódzka leżąca w północnej Polsce o długości 69 km. Arteria wiedzie z Braniewa w kierunku wschodnim do Pieniężna, a dalej przez Ornetę do leżącego przy krajowej 51 Dobrego Miasta. Przebiega przez powiaty braniewski (gminy Braniewo i Pieniężno), lidzbarski (gminy Orneta i Lubomino) i olsztyński (gmina Dobre Miasto).

## Historia numeracji
Na przestrzeni lat trasa posiadała różne oznaczenia i kategorie:

| Numer | Kategoria                                   | Przebieg                                                 | Lata obowiązywania | Źródło | Uwagi                                                               |
| ----- | ------------------------------------------- | -------------------------------------------------------- | ------------------ | --- | ------------------------------------------------------------------- |
| ?     | droga drugorzędna                           | Braniewo – Maciejewo – Pieniężno – Orneta – Dobre Miasto | 1952 – 1985        | - Mapa samochodowa Polski 1:1 000 , Warszawa: Państwowe Przedsiębiorstwo Wydawnictw Kartograficznych, 1962. Brak numerów stron w książce - Atlas samochodowy Polski 1:500 000. Wyd. IV. Warszawa: Państwowe Przedsiębiorstwo Wydawnictw Kartograficznych, 1965. Brak numerów stron w książce - Samochodowy atlas Polski 1:500 000. Wyd. V. Warszawa: Państwowe Przedsiębiorstwo Wydawnictw Kartograficznych, 1979. ISBN 83-7000-017-7. Brak numerów stron w książce - Samochodowy atlas Polski 1:500 000. Wyd. IX. Warszawa: Państwowe Przedsiębiorstwo Wydawnictw Kartograficznych, 1984. Brak numerów stron w książce - Samochodowy atlas Polski 1:500 000. Wyd. IX. Warszawa: Państwowe Przedsiębiorstwo Wydawnictw Kartograficznych, 1985. Brak numerów stron w książce | • nieznana numeracja • kategoria na podstawie materiałów źródłowych |
| 507   | droga krajowa droga wojewódzka (od 1999 r.) | Braniewo – Pieniężno – Orneta – Dobre Miasto             | od 1985            | - Uchwała nr 192 Rady Ministrów z dnia 2 grudnia 1985 r. w sprawie zaliczenia dróg do kategorii dróg krajowych (M.P. z 1986 r. nr 3, poz. 16) - Polska: Atlas samochodowy 1:300 000. Wyd. pierwsze. Warszawa: Polskie Przedsiębiorstwo Wydawnictw Kartograficznych, 1992. ISBN 83-7000-080-0. Brak numerów stron w książce - Polska: mapa samochodowa 1:700 000, wyd. 1, Szczecin: Wydawnictwo Kartograficzne KOMPAS, 1996–1997, ISBN 83-904373-2-5. Brak numerów stron w książce - Polska: mapa samochodowa 1:700 000, wyd. II zmienione i poprawione, Szczecin: Wydawnictwo Kartograficzne KOMPAS, 1997–1998, ISBN 83-904373-3-3. Brak numerów stron w książce - Rozporządzenie Rady Ministrów z dnia 15 grudnia 1998 r. w sprawie ustalenia wykazu dróg krajowych i wojewódzkich (Dz.U. z 1998 r. nr 160, poz. 1071) - Polska: mapa samochodowa z podziałem administracyjnym 1:700 000, wyd. XII Zmienione, poprawione i uaktualnione, Szczecin: Wydawnictwo Kartograficzne KOMPAS, 2004–2005, ISBN 83-904373-7-6. Brak numerów stron w książce - Polska 2016: mapa samochodowa 1:700 000, wyd. XXVII, Dom Wydawniczy PWN, 2016, ISBN 978-83-7705-942-5. Brak numerów stron w książce - Polska: atlas samochodowy 1:200 000 dla profesjonalistów. Wyd. IX. Warszawa: Dom Wydawniczy PWN, 2017. ISBN 978-83-7705-978-4. Brak numerów stron w książce | droga przystosowana do ruchu ciężkiego                              |

## Dopuszczalny nacisk na oś
Od 13 marca 2021 roku na drodze dozwolony jest ruch pojazdów o nacisku pojedynczej osi napędowej do 11,5 tony, z wyjątkiem miejsc oznaczonych znakiem zakazu B-19.

### Do 13 marca 2021 r.
We wcześniejszych latach droga wojewódzka nr 507 była objęta ograniczeniami dopuszczalnego nacisku pojedynczej osi:
| Znak  | Dopuszczalny nacisk | Lata obowiązywania | Odcinek                                       |
| ----- | ------------------- | ------------------ | --------------------------------------------- |
| DW507 | do 10 ton           | lata 90. – 2005    | na całej długości drogi                       |
| DW507 | do 10 ton           | 2005–2010          | Braniewo – Maciejewo                          |
| DW507 | do 10 ton           | 2010–2021          | Braniewo – Maciejewo                          |
| DW507 | do 8 ton            | 2005–2021          | Maciejewo – Pieniężno – Orneta – Dobre Miasto |

## Miejscowości na trasie
- Braniewo (DK54)
- Maciejewo (S22)
- Lipowina
- Białczyn
- Piotrowiec
- Sawity
- Pieniężno (DW510, DW512)
- Henrykowo
- Nowy Dwór
- Orneta (DW513, DW528)
- Lubomino
- Praslity
- Dobre Miasto (DK51)